# 郑玄墓
郑玄墓，位于山东省潍坊市高密市双羊镇后店村，是中华人民共和国山东省文物保护单位之一。
1992年6月12日，授予山东省文物保护单位，是一座古墓葬。